# Ytterjärna kyrka

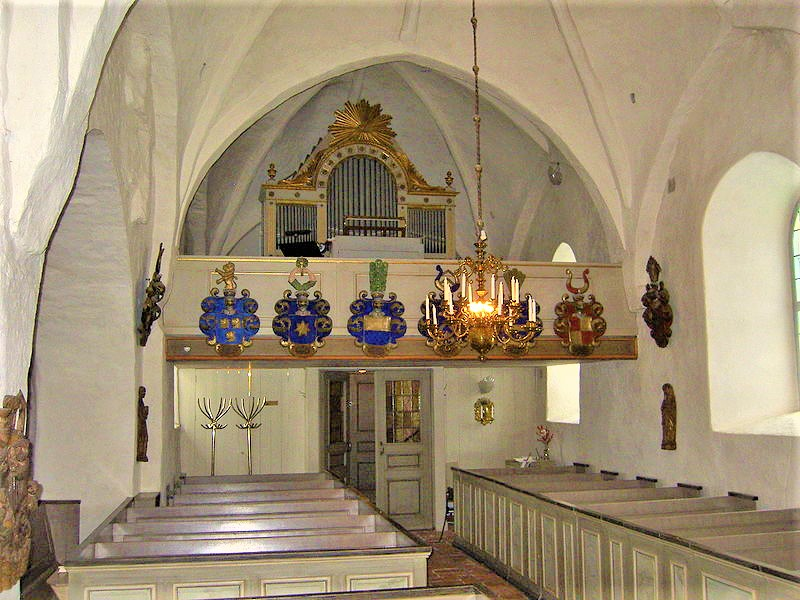
Orgelläktare.

Ytterjärna kyrka (i äldre texter kallad Ytter-Järna kyrka) är en kyrkobyggnad som ingår i Ytterjärna församling i Södertälje kontrakt, Strängnäs stift. Kyrkan ligger i Ytterjärna utanför Järna, söder om Södertälje i Södermanland. Den uppfördes under medeltiden på en strategiskt viktig plats vid den gamla landsvägen mellan Södertälje och Nyköping i Södermanland, nära segelleden mellan Östersjön och Mälaren.

## Kyrkobyggnaden
Ytterjärna kyrka ligger på en kulle intill klockarbostaden och gamla kyrkskolan och med utsikt över åker och äng. Kyrkan har murar av natursten och består av långhus med tresidigt avslutat kor i öster och torn i väster. Vid norra sidan finns en tillbyggd sakristia och i söder finns en stor utbyggnad som kallas Dåderökapellet.

### Tillkomst och medeltida tillbyggnader
Äldsta delarna, som anses härröra från 1100-talet, består av långhusets västra del och dess vidbyggda torn med den nuvarande huvudingången. Från begynnelsen var den sannolikt en tämligen liten kyrka med ett smalare, rakt avslutat kor. I långhusets västra del smalnar nordmuren av markant och ger en antydan om kyrkobyggnadens ursprungliga storlek. Troligen under tidigt 1300-tal revs stora delar av den ursprungliga kyrkan som förlängdes mot öster och blev i det närmaste dubbelt så stor. Det nya koret hade troligen samma bredd som långhuset. Intill korets nordmur byggdes en välvd sakristia. Vid något tillfälle, troligen under 1400-talet, byggdes tornet på med tegel.
Omkring 1460 gjordes en tillbyggnad mot söder med det så kallade Dåderökapellet, som är uppkallat efter det närbelägna godset Dåderö. Det utgörs av två välvda sektioner i öst-västlig riktning, troligen avsedda som ett slags helgonkor.

### 1600-talets ombyggnader
Det medeltida kyrkorummet har troligen haft en öppen takstol. Kryssvalven i långhuset torde ha slagits kort innan målningarnas tillkomst på 1600-talet. Dåderökapellet däremot välvdes redan från början och dekorerades samtidigt med målningar. Korets kryssvalv är samtida med dess högmurar. Omkring 1640 förlängdes kyrkan ännu en gång åt öster, och fick då sin nuvarande polygonala koravslutning med fönster i var och en av de tre mursidorna. Byggherre var riksrådet Lars Eriksson Sparre som då ägde Dåderö. Under detta nya kor lät han bygga ett gravvalv åt sig och sin familj. Idag ligger han begravd i detta gravvalv under koret. Vid mitten av 1600-talet restes en ny tornspira av Anders Larsson Tornresare från Jäders bruk.

### Senare ombyggnader
Nuvarande svängda tornhuv med lanternin och spira uppfördes 1740 - 1741 av tornresaren Lars Ersson.
1819 höggs en ny huvudingång upp genom tornets västra vägg. Samtidigt revs vapenhuset som låg vid södra sidan, alldeles väster om Dåderökapellet. Det rivna vapenhuset tillkom sannolikt under senmedeltiden.
Kyrkan genomgick en omfattande restaurering 1896 - 1897 under ledning av Agi Lindegren. Fönsteröppningarna höggs upp till sin nuvarande enhetliga form och storlek, från att tidigare ha skiftat i form och storlek. Valven dekorerades med målningar i renässansstil. Ett betoggolv lades in och den slutna bänkinredningen ersattes med öppna bänkar. Vid restaureringen 1948 - 1949, utförd under ledning av Martin Westerberg, överkalkades målningarna från 1800-talet. Samtidigt upptäcktes äldre kalkmålningar.

### Kalkmålningar
Kyrkans äldsta kalkmålningar är av 1300-talstyp och återfinns på nordmuren i långhusets västra del. Fragment av målningar från omkring år 1600 är bevarade vid ingången till sakristian, på anslutande gördelbåge samt på muren mitt emot.

## Inventarier
- Dopfunten av kalksten är troligen tillverkad på Gotland under slutet av 1200-talet. 1962 tillkom ett dopfat av mässing.
- Predikstolen skänktes 1652 till kyrkan av Katarina Bååt (gift med Lars Eriksson Sparre) och är ett ypperligt arbete i trämosaik.
- I kyrkan finns ett flertal medeltida träskulpturer. Äldst bland dessa är den sittande madonnan från 1200-talet som är placerad i Dåderökapellet. Vid dopaltaret i koret finns en madonnaskulptur från slutet av 1400-talet.
- På södra korväggen hänger en tidigare altartavla som föreställer Maria från Magdala i öknen som tar emot en uppenbarelse genom två änglar. Detaljerna är samma som i en altartavla i Padua utförd av Guidi Reni (1575 - 1652).
- På norra korväggen finns ett epitafium till minne av Lars Eriksson Sparre (död 1644) och hans första hustru Märta Banér (död 1638) och hans andra hustru Katarina Bååt (död 1698 eller 1699). Epitafiet är daterat till 1675 och består av svart, vit och spräcklig marmor. Riksrådet  Lars Eriksson Sparre (1590-1644) var gift med Märta Gustafsdotter Banér (1593-1638) från 1617 till hennes död 1638 och med Catharina Bååt från 1641 till sin död 1644. Lars Eriksson Sparre var far till Erik, Svante, Gustaf, Ebba, Carl och Per Sparre. Han är begravd i Ytterjärna kyrka.
- På västra korväggen hänger två huvudbaner för söner till Erik Larsson Sparre (1618-1673), det är sönerna fänriken Gustaf Gabriel Sparre (1666-1690) och kornetten Erik Adolf Sparre (1663-1690), vilka båda avled samma år och gravsattes i Ytterjärna kyrka.
- Huvudbaneren på södra väggen mellan fönstren minner om två av Erik Larsson Sparres brorsbarn som även de begravdes i kyrkan. Dessa var Lars Sparre (1652-1664) och Svante Sparre (1653-1664). De var söner till Carl Larsson Sparre (1627-1702) och Maria Bååt (död 1656) av släkten Bååt. Carl Larsson Sparre var gift med Maria Bååt och vigd på Stockholms slott 6 april 1650, död 1656 i Warszawa dit hon följt sin man i Karl X Gustavs polska krig. Han gifte sedan om sig och Sparre fick 14 barn i de både äktenskapen, men endast fyra söner och sju döttrar nådde mogen ålder.
- Ovanför orgelläktaren finns anvapen på mödernet, Märta Banér (1593-1638), över (från vänster) Ingeborg Tott, gift med riksföreståndaren Sten Sture den äldre, Carin Månsdotter Natt och Dag, Peder Bielke, Katarina Sparre av Ellinge och Vik, Sten Sture den yngre samt den tappra Kristina Gyllenstierna, gift med Sten Sture den yngre.
- Anvapen på fädernet, Lars Eriksson Sparre (1590-1644) finns i Dåderökapellet.
- Kyrksilvret, bestående av kalk, patén och kanna, är gåvor av familjen Sparre.
- I kyrktornet hänger två klockor. Den större klockan är enligt en inskrift gjuten 1442 - medan den mindre klockan enligt inskrift är gjuten 1791 för Arboga stads skola.

## Bilder inventarier

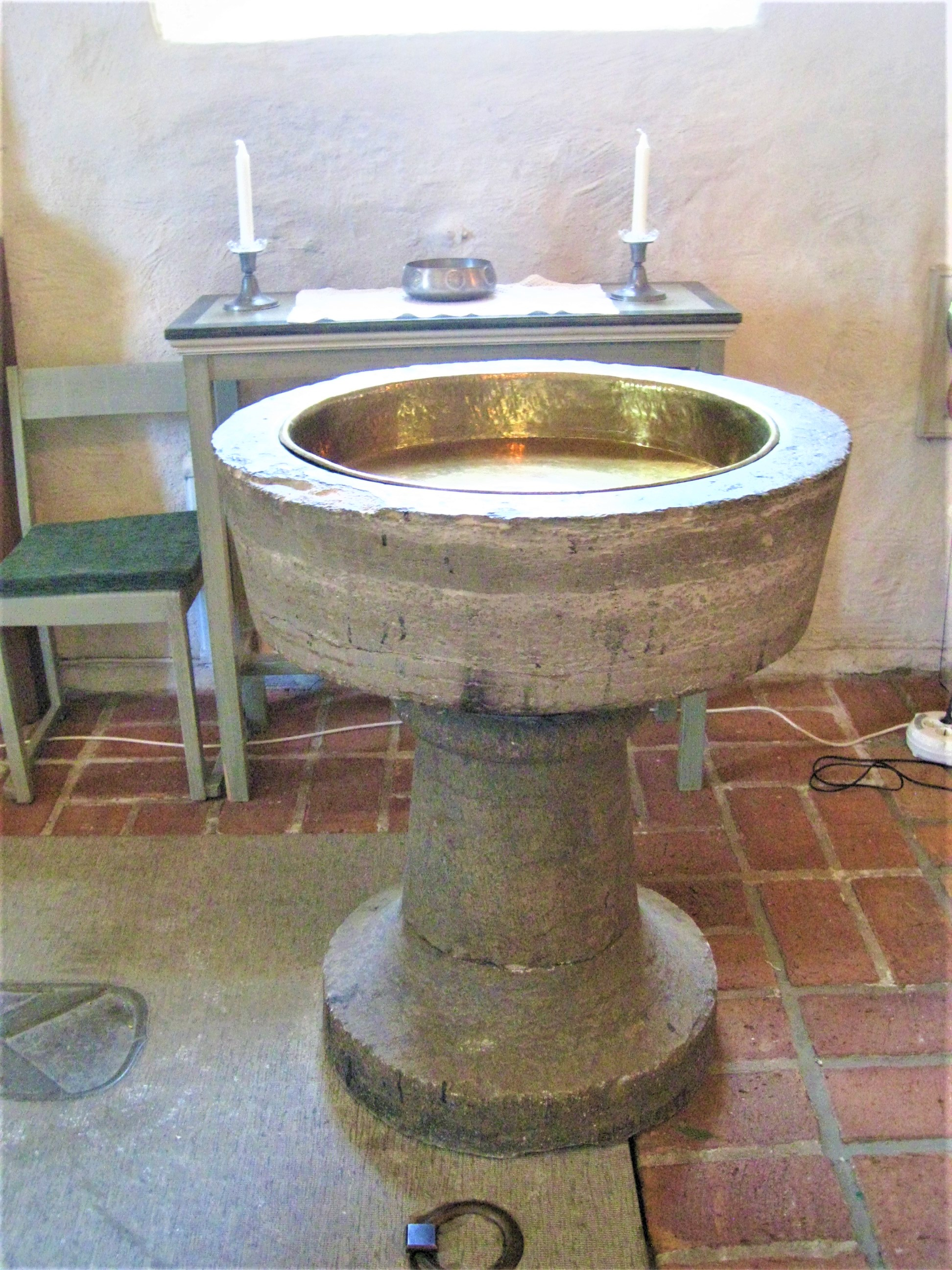
Dopfunten.
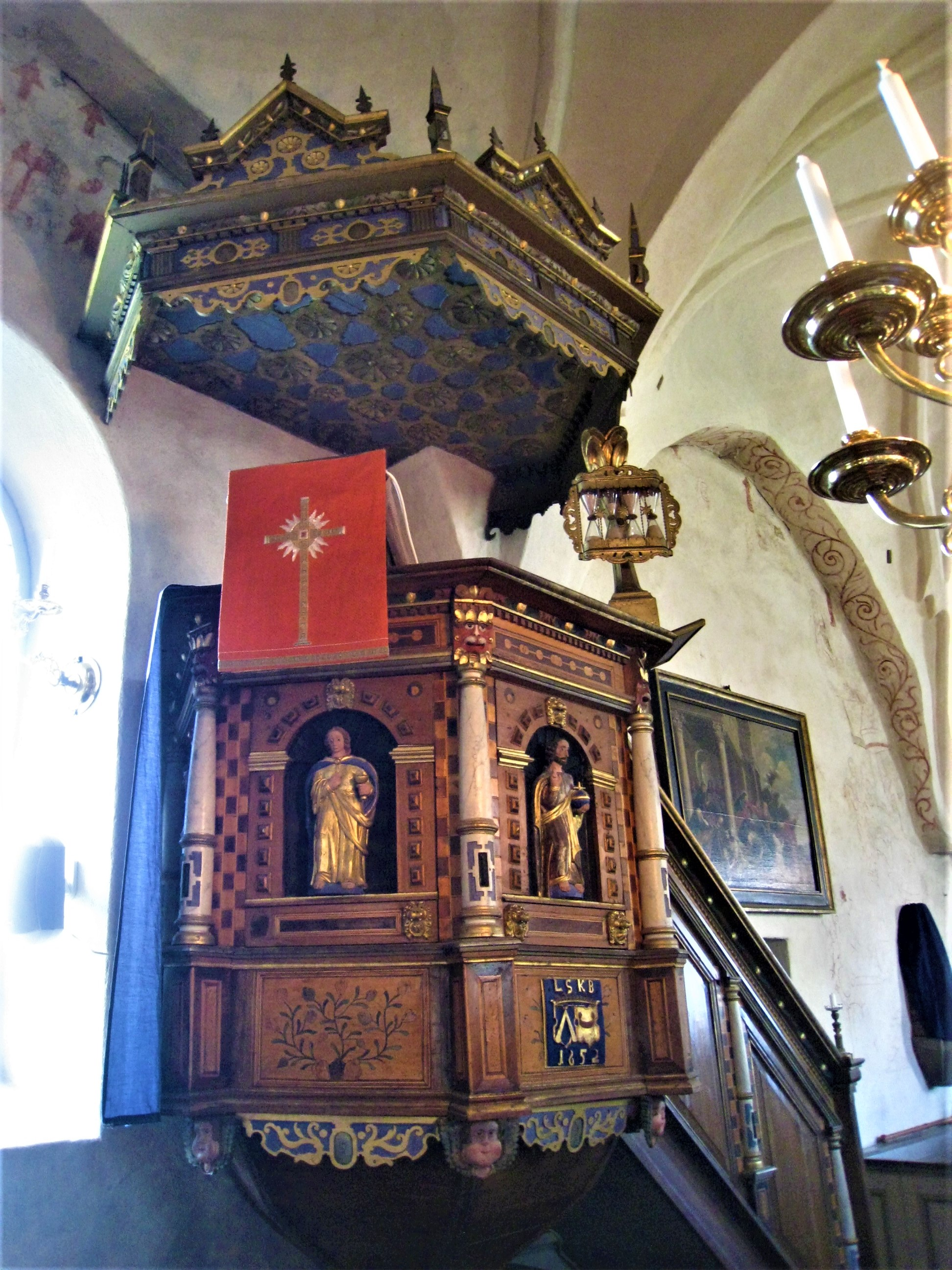
Predikstolen.
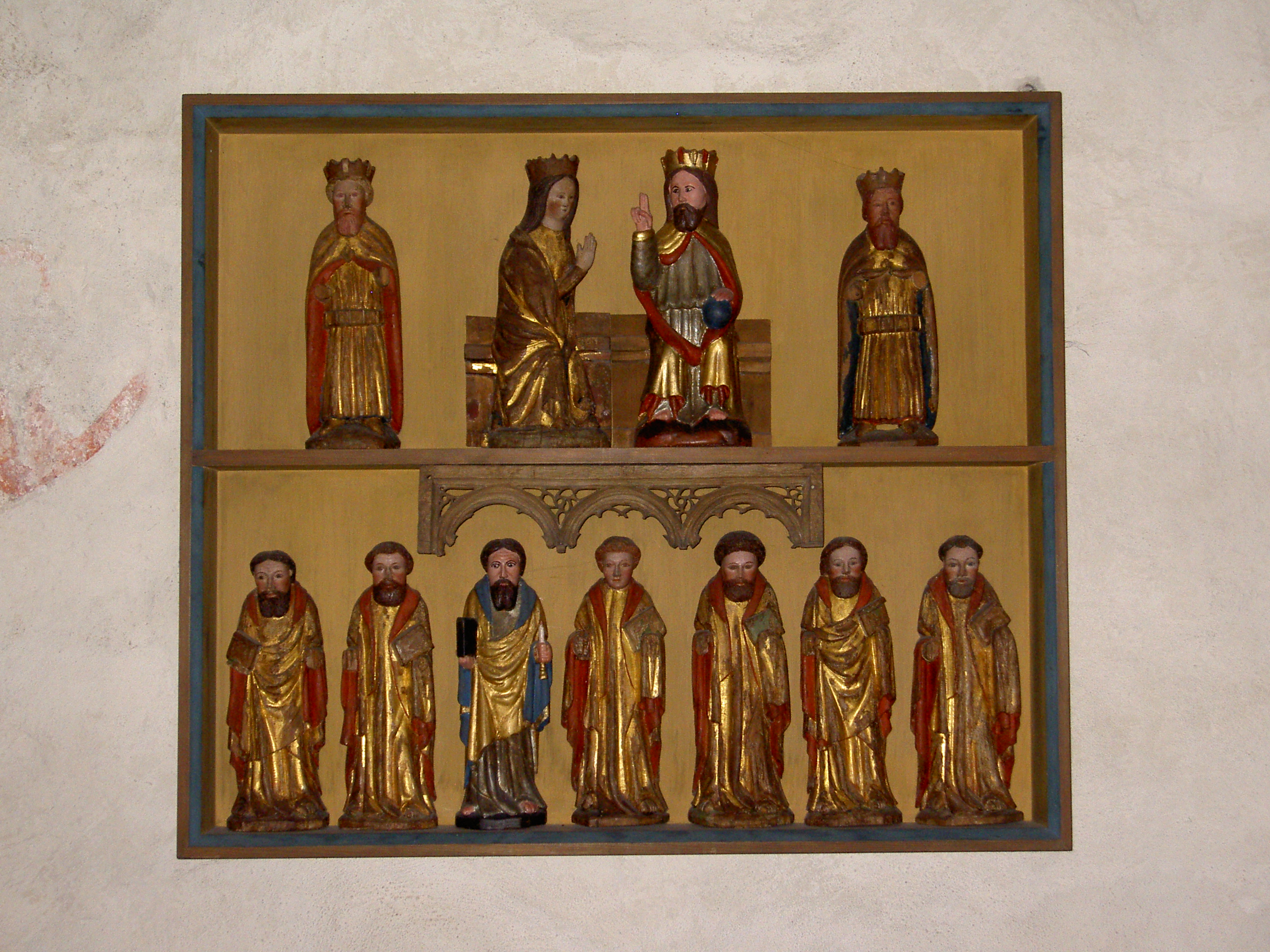
Skulpturer i trä från altarskåp, som föreställer krönt Maria och Kristus, flankerade av två heliga kungar, samt sju apostlar, från omkring 1425.
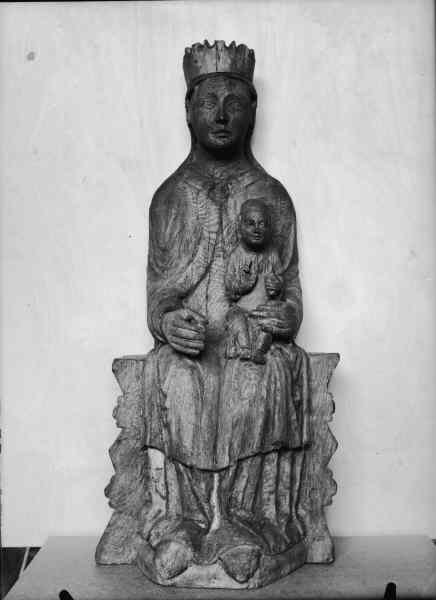
Skulptur i trä, sittande Madonnan med barnet, från 1250-1275, den äldsta av kyrkans träskulpturer.
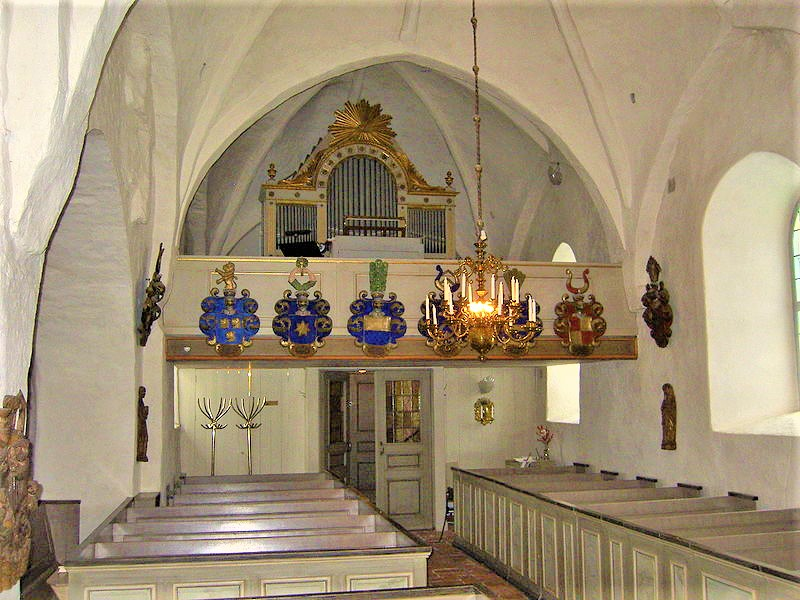
Orgelläktare och anvapen över (från vänster) Ingeborg Tott, Carin Månsdotter Natt och Dag, Peder Bielke, Katarina Sparre av Ellinge och Vik, Sten Sture den yngre samt den tappra Kristina Gyllenstierna.
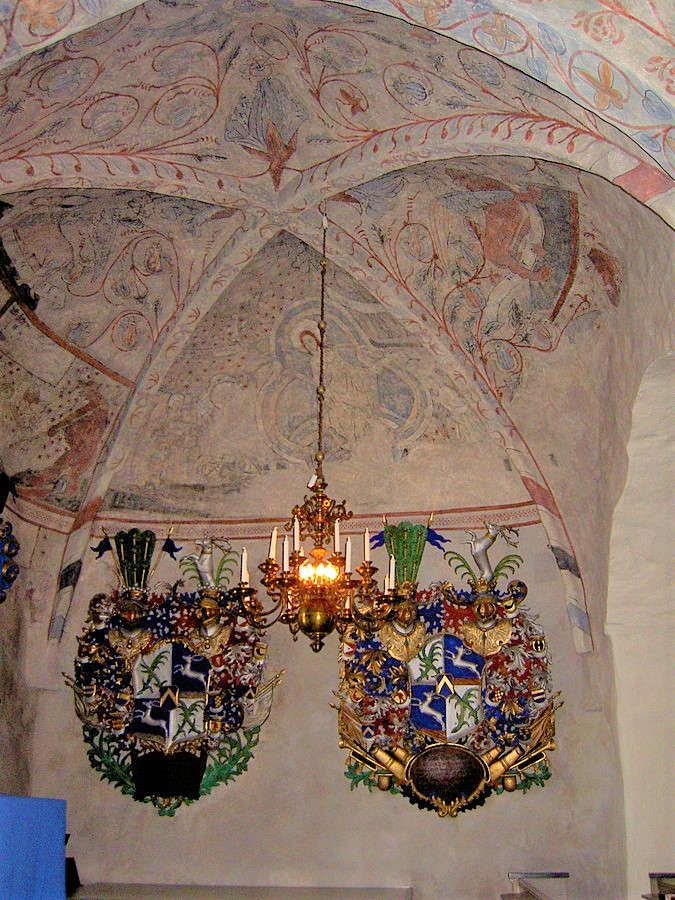
Kalkmålningar och huvudbaner för medlem av friherrliga ätten Sparre.
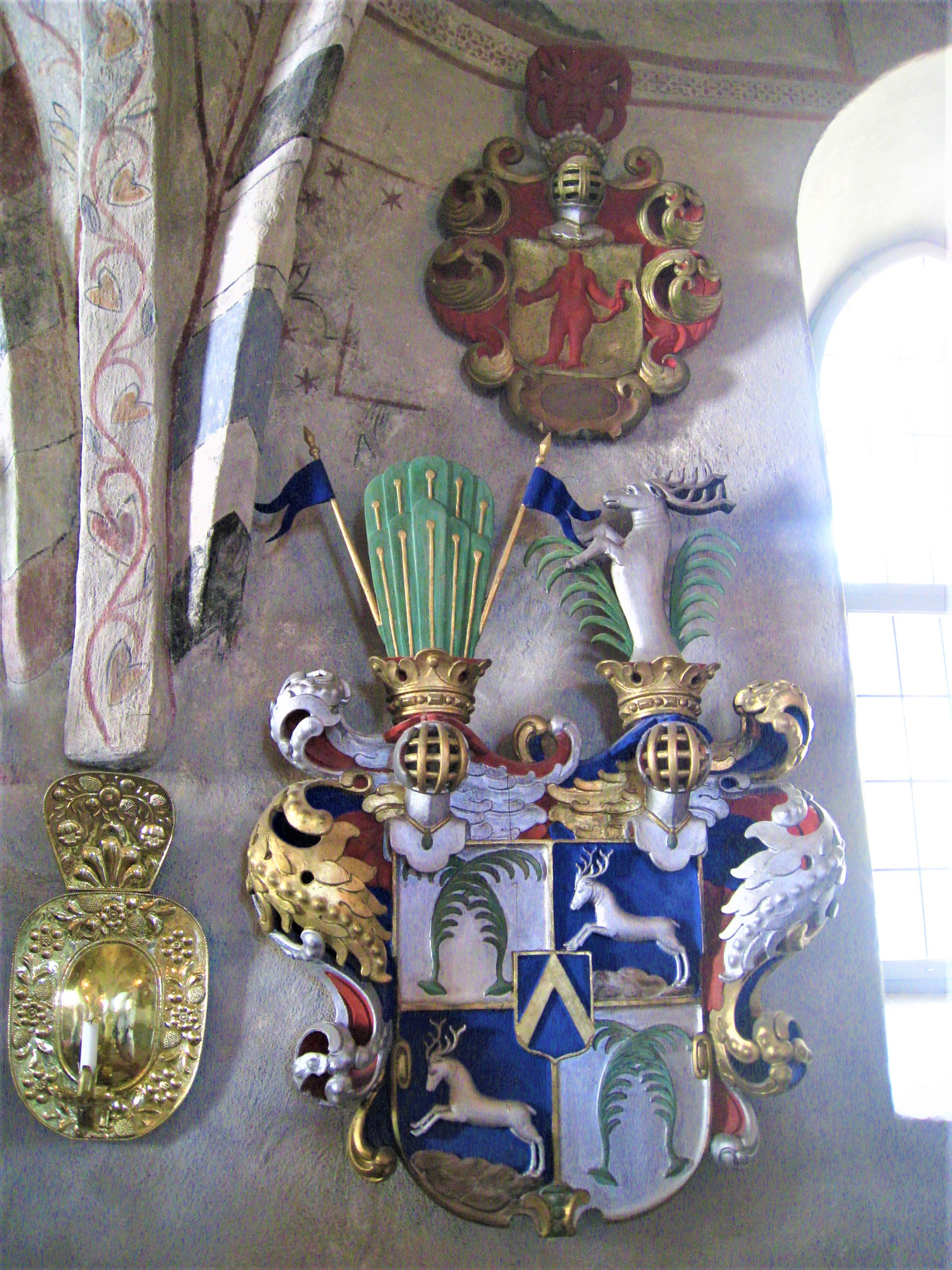
Huvudbaner för medlem av den friherrliga ätten Sparre.
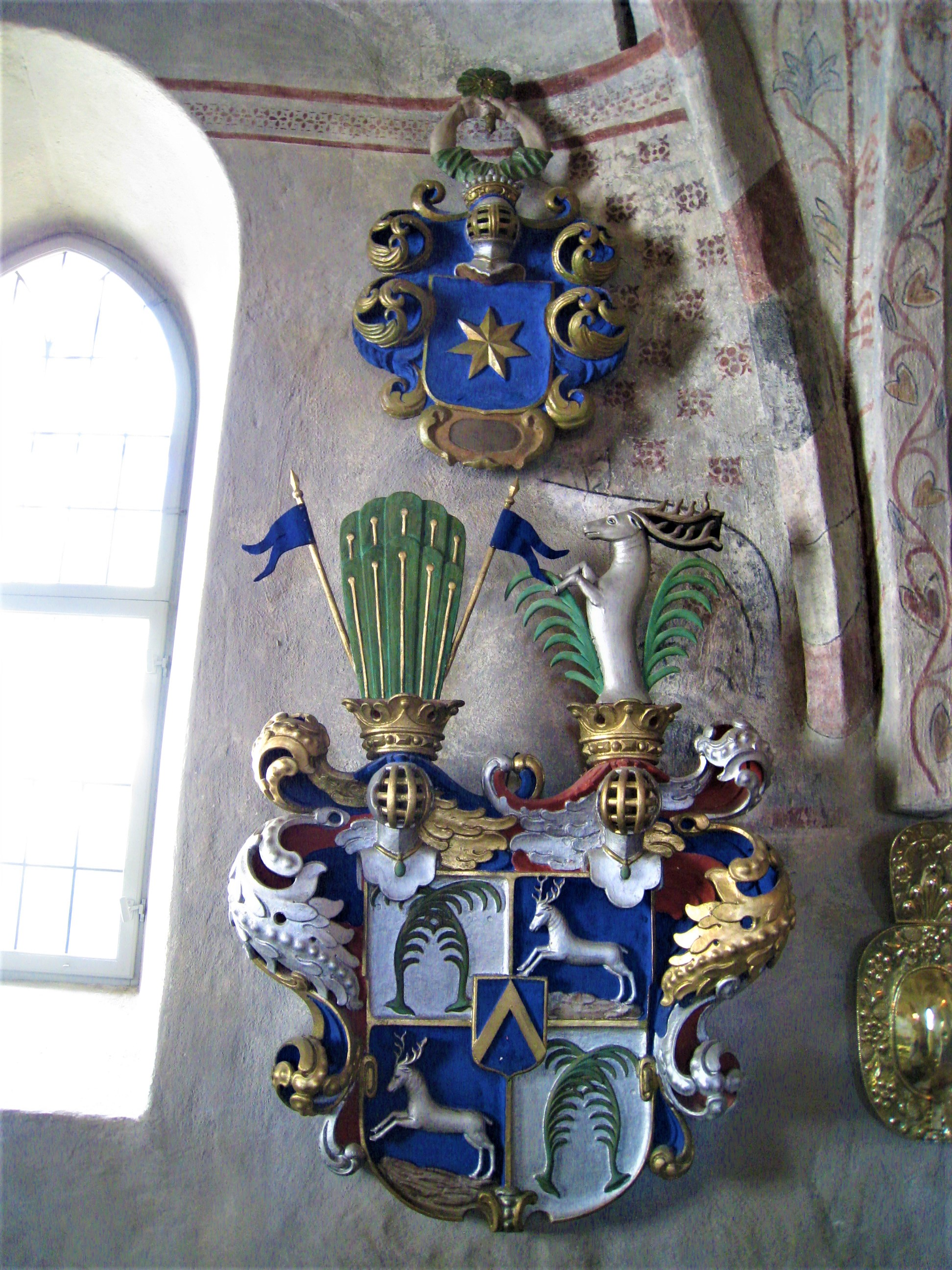
Huvudbaner för Erik Adolf Sparre (1663-1690), son till Erik Larsson Sparre (1618-1673).
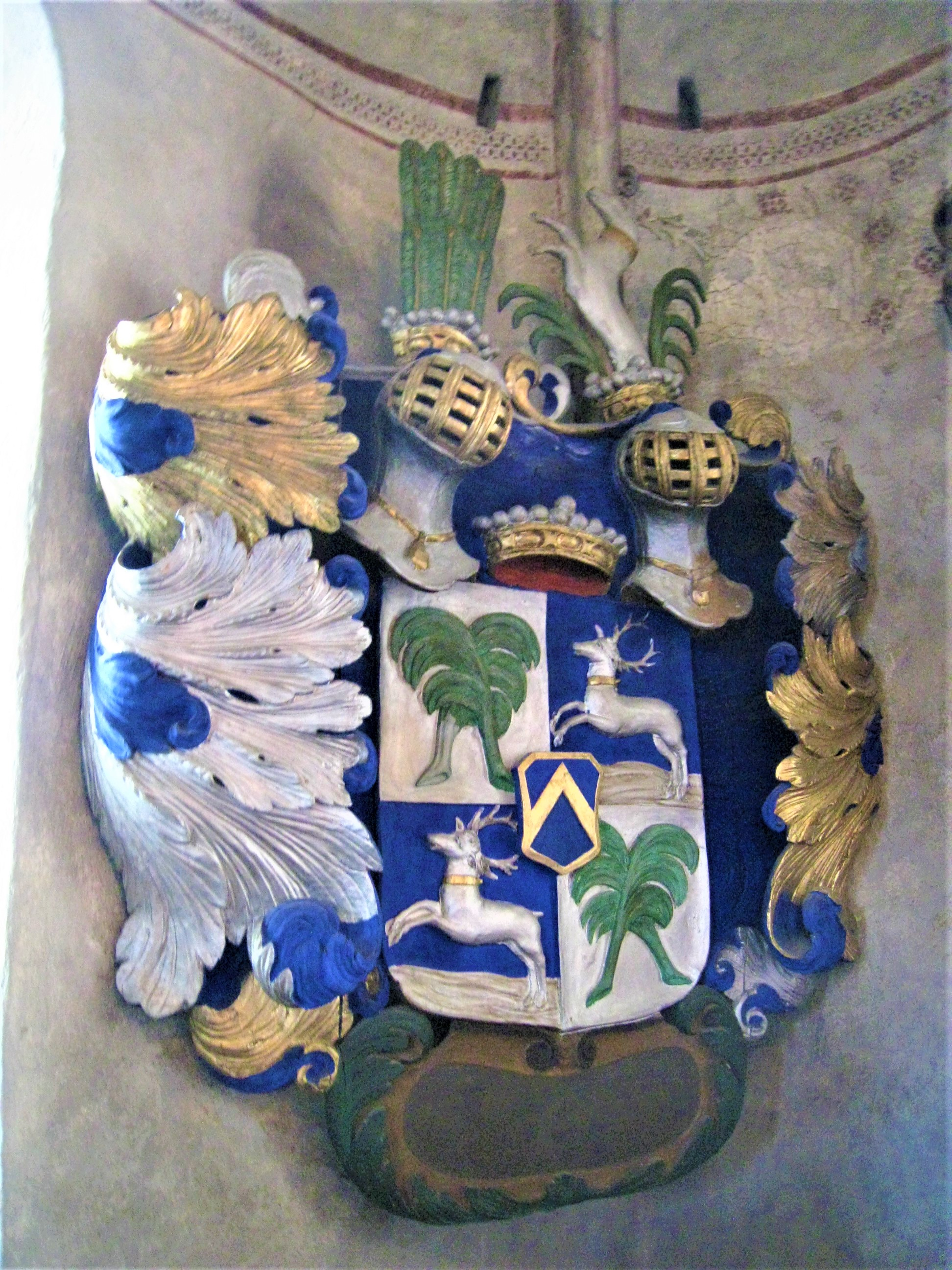
Huvudbaner för riksrådet  Lars Eriksson Sparre (1590-1644).

## Orgel
- 1817 bygger Zacharias Liljefors och Lorens Fredrik Nordstedt en orgel med 8 stämmor. Den byggdes om av Jonas Runbäck 1898.
- Den nuvarande orgeln är byggd 1928 av Åkerman & Lund, Sundbybergs stad och är pneumatisk.

| Manual        | Pedal      | Koppel     |  |
| Borduna 16’   | Subbas 16’ | Man/Ped.   |  |
| Principal 8’  |            | Man 4'/Man |  |
| Flöjt 8'      |            |            |  |
| Principal 4'  |            |            |  |
| Flöjt 4'      |            |            |  |
| Kvinta 2 2/3' |            |            |  |
| Oktava 2'     |            |            |  |

### Webbkällor
- anläggningspresentation
- Rapport om kyrkan från Arkindus
- http://www.tugboatlars.se/YtterJarnaKyrka.htm